# Zmodyfikowana transformata Z
Zmodyfikowana transformata Z (oznaczana Zm) – odmiana transformaty Z, pozwalająca wyznaczyć oryginał transformaty dyskretnej w chwilach niebędących chwilami próbkowania, dzięki fikcyjnemu opóźnieniu funkcji {\displaystyle f(t)} o odcinek {\displaystyle \Delta T.} Jest to korzystne w momencie, gdy dla dwóch różnych funkcji {\displaystyle f_{1}(t)} i {\displaystyle f_{2}(t)} otrzymuje się te same transformaty Z: {\displaystyle F_{1}(z)=F_{2}(z).}
Zmieniając opóźnienie {\displaystyle \Delta T} w sposób ciągły, w granicach od 0 do {\displaystyle T,} można uzyskać wartości funkcji {\displaystyle f(t)} nie tylko dla {\displaystyle t=kT\ (k=1,2,...),} ale również dla wszystkich wartości czasu:
{\displaystyle t=(k-\Delta )T\ \ \ {\mbox{ dla }}0\leqslant \Delta \leqslant 1.}
Dogodnie jest stosować podstawienie:
{\displaystyle \Delta =1-m\ \ \ {\mbox{ dla }}0\leqslant m\leqslant 1,}
w wyniku którego otrzymuje się:
{\displaystyle t=(k-1+m)T.}
Zmodyfikowana transformata Z definiowana jest wzorem:
{\displaystyle F(z,m)=Z_{m}\{f[(k-1+m)T]\}=\sum _{k=0}^{\infty }f[(k-1+m)T]z^{-k}.}
W szczególności dla m = 1 otrzymuje się zwykłą transformatę Z:
{\displaystyle F(z,m)=\sum _{k=0}^{\infty }f(kT)z^{-k}=F(z).}

## Tabela transformat Zm
| f(t)     | F(z,m)                                                                                          |
| -------- | ----------------------------------------------------------------------------------------------- |
| 1(t)     | {\displaystyle {\frac {z}{z-1}}}                                                                |
| t        | {\displaystyle {\frac {mT}{z-1}}+{\frac {T}{(z-1)^{2}}}}                                        |
| e−at     | {\displaystyle {\frac {e^{-amT}}{z-e^{-aT}}}}                                                   |
| 1 – e−at | {\displaystyle {\frac {1}{z-1}}+{\frac {e^{-amT}}{z-e^{-aT}}}}                                  |
| sin ωt   | {\displaystyle {\frac {z\sin {(m\omega T)}+\sin {[(1-m)\omega T]}}{z^{2}-2z\cos {\omega T}+1}}} |